# Movete en Bici (La Plata)
Movete en Bici es un sistema de bicicletas compartidas que funciona en la ciudad de La Plata, cuenta con 5 estaciones y 110 vehículos que se prestan de manera gratuita de lunes a viernes de 8:00 a 18:00, promediando unos 120 usuarios por día. Para utilizarlas es necesario inscribirse previamente a través del sitio web, que en unos días habilita a los usuarios dentro del sistema.

## Historia
En mayo de 2012 la Municipalidad de La Plata inauguró un bicicletero en la esquina de 7 y 50, sobre Plaza San Martín, aunque recién al año siguiente se habilitó para ofrecer préstamo gratuito de bicicletas bajo el nombre La Plata en bici, cuyo número inicial fue de 20 bicicletas.
Un año después de inaugurado el primer bicicletero, se amplió el servicio con dos puestos más: en Plaza Malvinas Argentinas en 19 y 51, y el Centro Cultural Estación Provincial en 17 y 71. En 2014 se sumaría la cuarta estación de préstamo de bicicletas, ubicada en el playón de estacionamiento de la Terminal de Ómnibus de La Plata.
Tras casi 4 años de funcionamiento, en 2016 se clausuran los bicicleteros del Centro Cultural Estación Provincial y la Terminal de Ómnibus de La Plata. Si bien a fines de dicho año se anuncia la reinauguración del puesto de Plaza San Martín, a principios de 2017 todos los bicicleteros del sistema La Plata en bici habían sido desactivados.
Los bicicleteros de Plaza San Martín y Plaza Malvinas Argentinas son reabiertos nuevamente en 2017, cuando también se inaugura un nuevo centro gratuito con 20 bicicletas en el Paseo del Bosque, y se renombra este servicio con el nombre de Movete en Bici. Al poco tiempo se inaugura también la cuarta estación en el Parque Ecológico Municipal de Villa Elisa.
En 2019 se proyecta habilitar tres bicicleteros más: en Parque Saavedra, Parque Vucetich y Plaza Belgrano, aunque en 2020 sólo se inauguró el segundo de ellos.
En septiembre de 2020 se anunció la creación del Sistema Público de Movilidad Urbana en Bicicleta. Para ello se licitaría este sistema por 10 años, para crear una red con 35 estaciones y 3000 bicicletas en total. Este sistema fue aprobado por el Concejo Deliberante de La Plata en mayo de 2021.

## Condiciones de uso
Para utilizar el sistema de Movete en Bici, los usuarios deben registrarse completando un formulario a través de la página web de la Municipalidad de La Plata. Entre los requisitos para poder hacerlo están: ser mayor de 18 años, presentar un DNI o pasaporte que acredite identidad, y presentar un servicio a tu nombre donde figure la misma dirección que en el DNI y no tenga más de 2 meses de antigüedad. Por el momento sólo se contempla su uso para residentes en la ciudad de La Plata, no pudiendo registrarse extranjeros o personas del interior.
A la hora de retirar una bicicleta de los bicicleteros, se debe concurrir con un código QR provisto por el sistema luego de la inscripción.

## Ciclovías y bicisendas

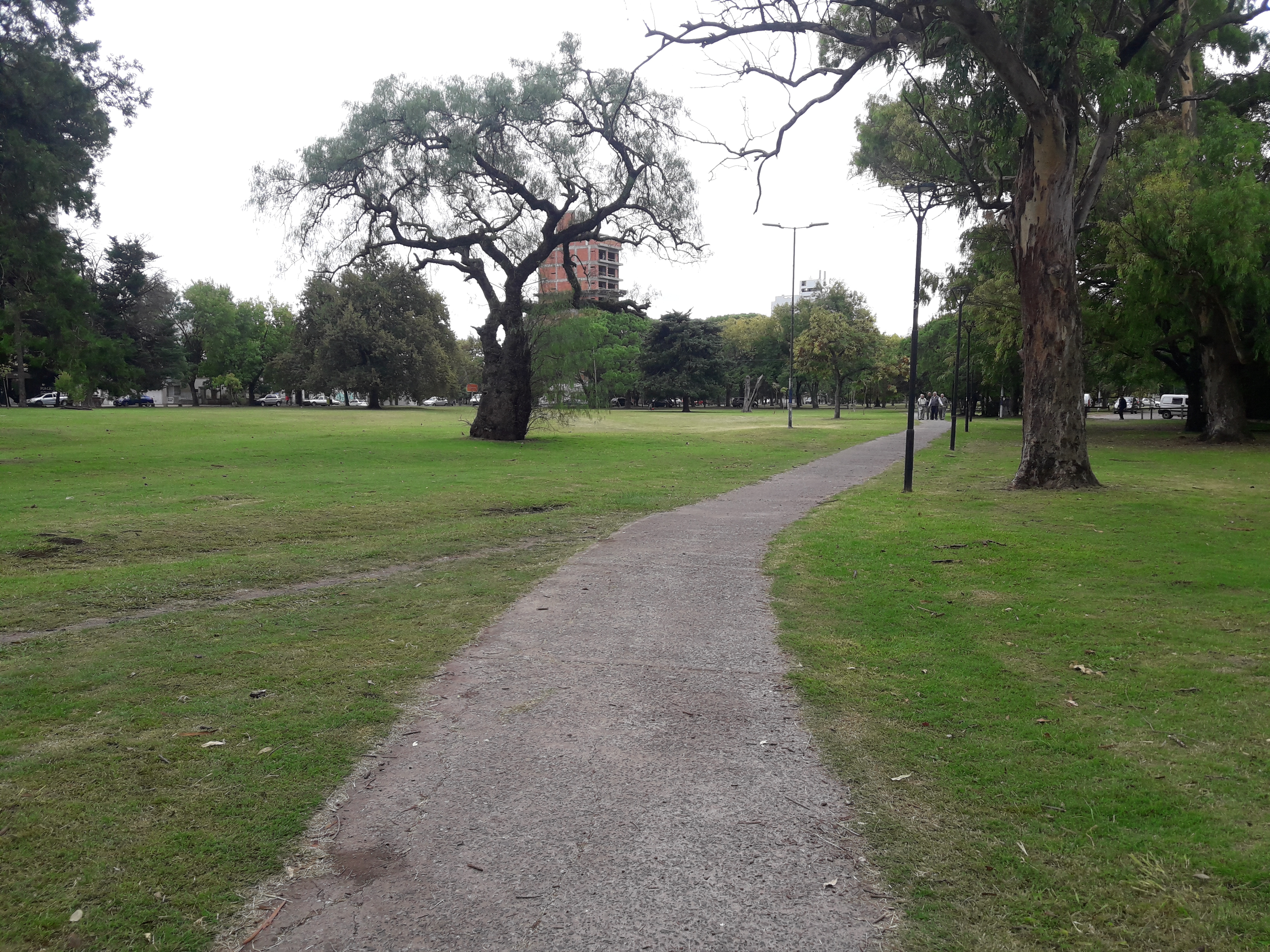
Bicisenda que cruza el Parque Vucetich, inaugurada a fines de 2011.

La primera bicisenda de La Plata fue construida a principios de 2003 sobre avenida 137 del barrio San Carlos, desde avenida 32 hasta 520, comprendiendo una longitud de 1,7 km. Por medio de la Ordenanza 9539 Archivado el 26 de febrero de 2019 en Wayback Machine., se le impuso el nombre de Karen Luján Martínez para recordar a una de las ciclistas que fue víctima de un accidente vial en dicho camino, lo cual impulsó la construcción de este carril para ciclistas, cuyo cartel nomenclador aún puede verse en la esquina de 32 y 137.
Pocos meses después y en el marco del Día Internacional sin Auto, un grupo de arquitectos de la Facultad de Arquitectura y Urbanismo de la UNLP comenzó a trabajar en un relevamiento de los sitios donde eran más necesarios los carriles para ciclistas en la ciudad. Con esto se esperaba determinar también las horas de mayor tráfico de bicicletas, el perfil de sus usuarios, y las zonas en donde más eran utilizadas como medio de transporte.
En 2010 se proyectó construir una bicisenda de 19 kilómetros de longitud en el anillo de avenida circunvalación, aunque sólo se hizo un tramo de 1200 metros en boulevard 84. Al año siguiente se realizó un tramo de bicisenda de 600 metros a través del Parque Vucetich. Se esperaba complementar este carril con una ciclovía que llegara por avenida 53 hasta el Paseo del Bosque, pero el proyecto quedó trunco. Tampoco prosperó un proyecto de 2013 que proponía construir una ciclovía en el centro de avenida 1, entre calles 50 y 60.
A principios de 2015 la Municipalidad de La Plata delimitó carriles para automovilistas, peatones y ciclistas en el Circuito Paseo del Bosque, el cual tiene 1,5 km de distancia entre Avenida Iraola, Avenida Centenario y calle 120.
En 2017 comenzó a realizarse una bicisenda en la rambla central de diagonal 73, comprendiendo 2,8 km desde Plaza Matheu hasta Plaza Azcuénaga. También se agregaron carriles para ciclistas en avenida 72 de 131 a 137, avenida 7 de 610 a 637, y calle 137 de 72 a 637.
Para agosto de 2018 se hizo otra bicisenda de 600 m de longitud sobre la rambla de avenida 60 entre 1 y 6, y en octubre del mismo año se habilitaron tres carriles más para ciclistas en el casco urbano: una ciclovía en el Camino Antártida de 523 a 527, una en calle 12 de 54 a 64, y otra en avenida 53 de 2 a 19.

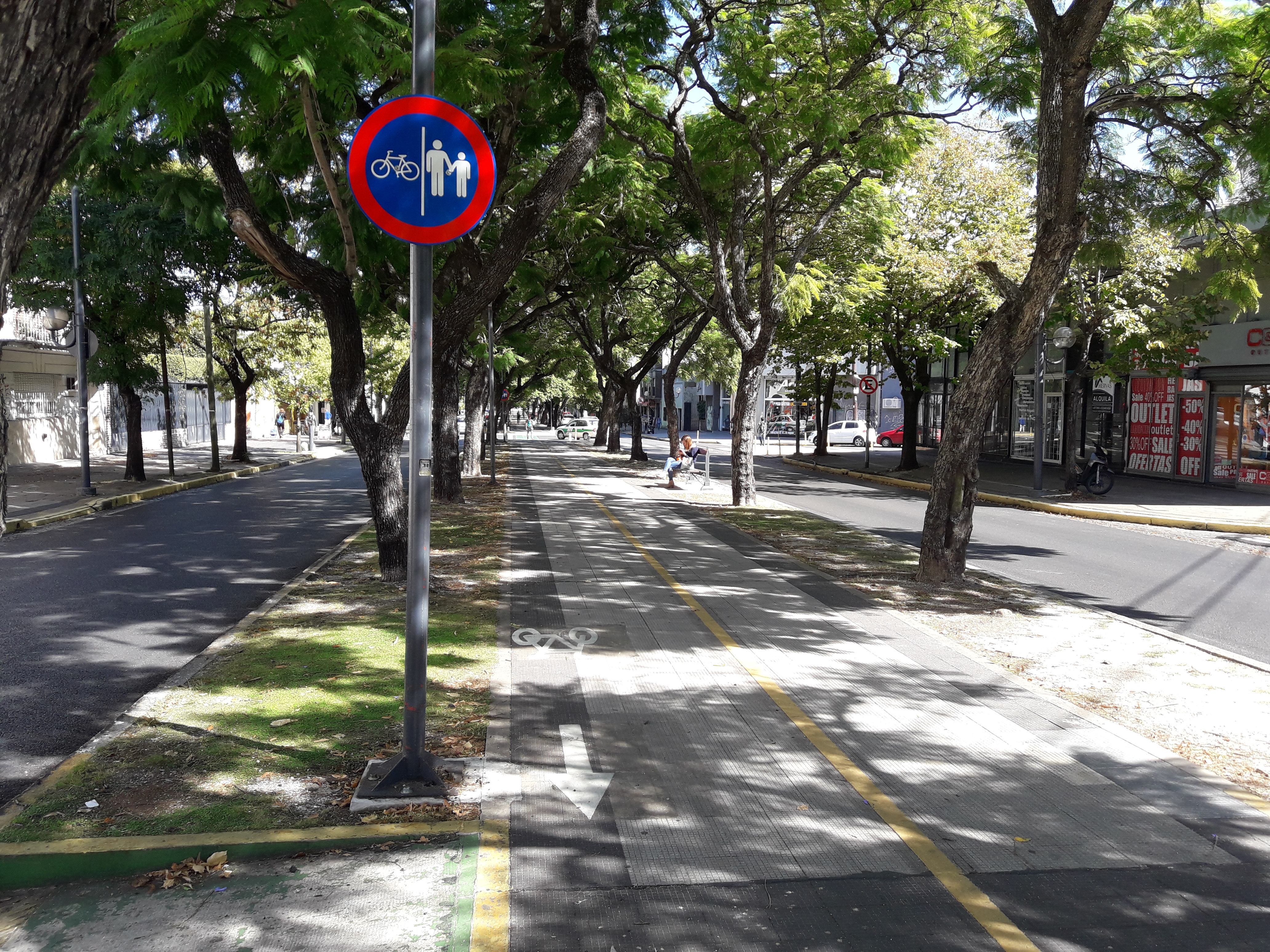
Bicisenda en la rambla de diagonal 73.

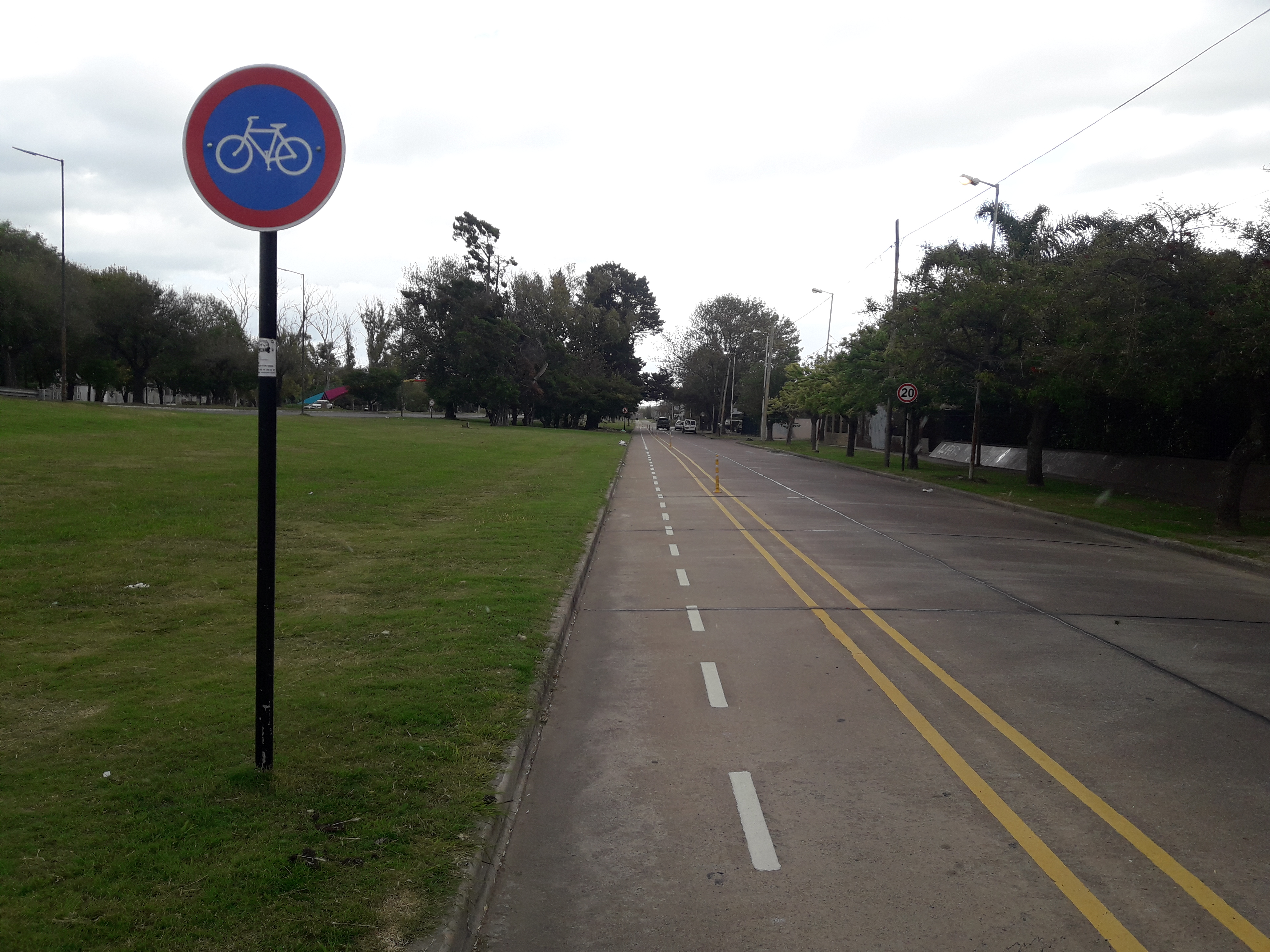
Ciclovía doble carril en el Camino Antártida Argentina de Tolosa.

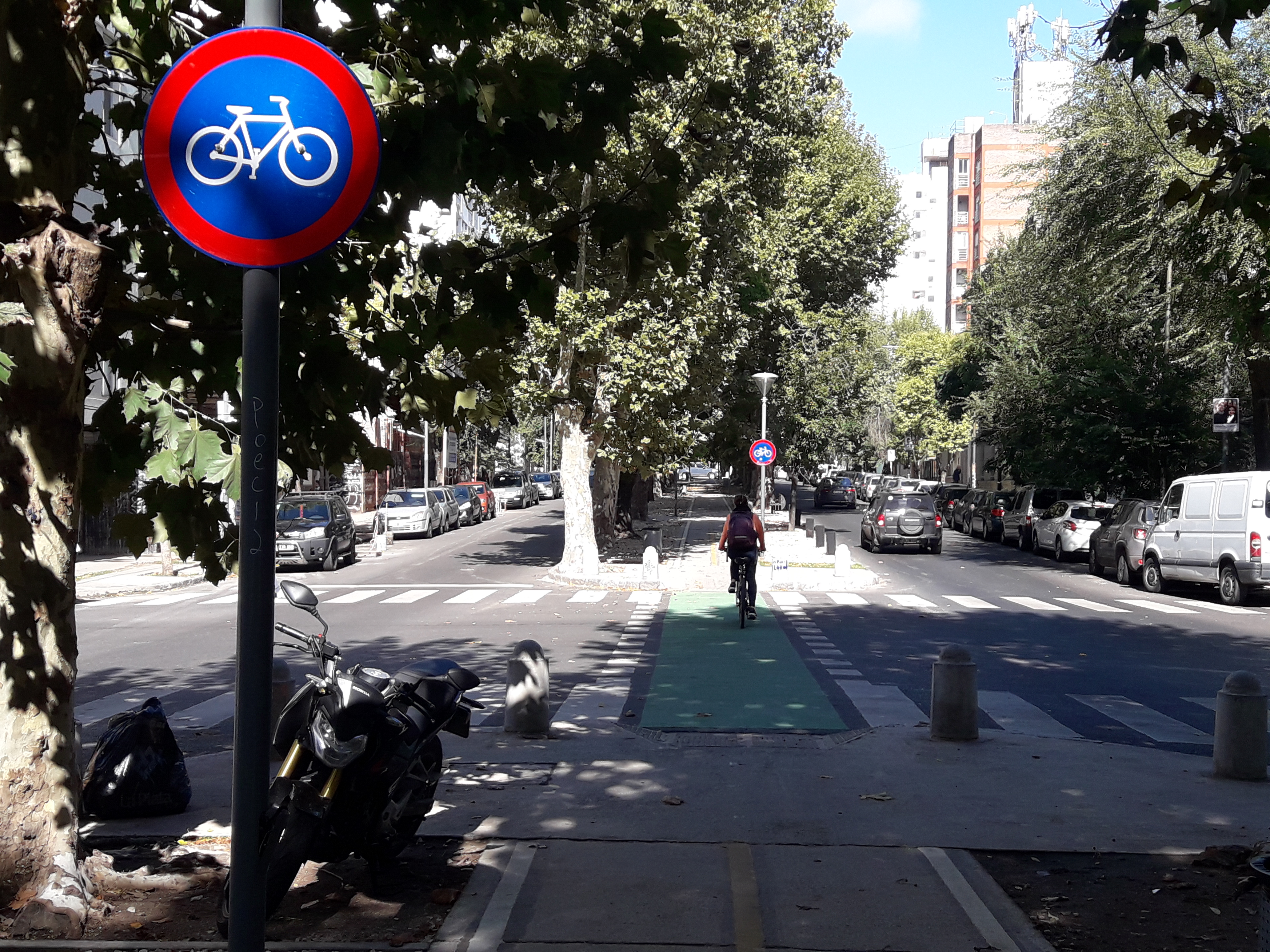
Bicisenda doble mano en la rambla de avenida 60.

En agosto de 2019 se anunció un nuevo bicicletero en el Parque Vucetich, además de la ejecución de 8 kilómetros de carriles exclusivos en Avenida Centenario entre 122 y 60, diagonal 79 entre 1 y 117, avenida 32 y Bulevar 82 entre 37 y 4, avenida 72 entre 18 y 26, y bulevar 84 entre 1 y 66. Para 2020 el único de estos proyectos que fue realizado es el bicicletero del Parque Vucetich, inaugurado en agosto de dicho año.
En julio de 2021 fue aprobado el convenio para extender 5 kilómetros la red de carriles para ciclistas: 3,4 kilómetros sobre diagonal 74, y 1,6 kilómetros sobre diagonal 73. También se anunció el completamiento de la bicisenda en avenida 32, hacia el oeste.
Al llegar Julio Alak a la intendencia, se decidió quitar la bicisenda de 1,2 kilómetros que recorría calle 12. También se dieron de baja los bicicleteros del Paseo del Bosque, Parque Vucetich y Plaza San Martín.

### Lista de carriles y distancia
Hasta febrero de 2022 existen en el Partido de La Plata un total de 33,6 km de carriles para ciclistas, diferenciándose 13,45 km de bicisendas (sobre la vereda) y 21,36 km de ciclovías (por la calzada).
- Bicisenda en 3 de 522 a 528 (0,8 km)
- Bicisenda en 155 entre 38 y 44 (0,8 km)
- Bicisenda en 137 entre 36 y 38 (0,3 km)
- Bicisenda en 137 entre 520 y 532 (1,7 km) (llamada "Karen Luján Martínez")[14]
- Bicisenda en boulevard 84 entre 67 y 72 (1,1 km)
- Bicisenda en el Parque Vucetich, de 23 y 53 a 27 y 52 (0,6 km)
- Bicisenda/ciclovía en diagonal 73 de Boulevard 82 a Plaza Moreno (1,45 km de bicisenda + 1,56 km de ciclovía)
- Bicisenda en diagonal 73 de Plaza Moreno a Plaza Rocha (0,9 km)
- Bicisenda en diagonal 73 de Plaza Rocha a Plaza Matheu (1 km)
- Bicisenda en diagonal 79 de 60 a 63 (0,5 km)
- Bicisenda en avenida 32 entre 14 y 30 (2,5 km)
- Bicisenda en avenida 60 entre 1 y Plaza Rocha (0,7 km)
- Bicisenda en avenida 72 de 26 a 18 (1,1 km)
- Ciclovía en el Circuito del Bosque, entre Av. Iraola, Av. Centenario y calle 120 (1,5 km)
- Ciclovía en Camino Antártida entre 522 y 527 (0,8 km)
- Ciclovía en Camino Antártida entre 524 y 528 (0,7 km)
- Ciclovía en diagonal 74 de 26 a 31 (1 km)
- Ciclovía en diagonal 74 de 19 a 24 (0,9 km)
- Ciclovía en diagonal 74 de 14 a 19 (0,9 km)
- Ciclovía en avenida 53 entre 2 y 6 (0,5 km)
- Ciclovía en avenida 53 entre 7 y 12 (0,7 km)
- Ciclovía en avenida 53 entre 14 y 19 (0,7 km)
- Ciclovía en avenida 72 entre 131 y 137 (cortada en 133) (0,7 km)
- Ciclovía en avenida 137 entre 72 y 637 (7,2 km) (llamada "Diego Abdeljalec")[30]
- Ciclovía en avenida 7 entre 610 y 637 (3 km)

## Críticas y reglamentaciones no cumplidas
Uno de los temas más criticados sobre este sistema es la falta de planificación a la hora de construir los carriles para ciclistas, lo cual incumple el artículo 21 bis de la Ley Nacional de Tránsito, donde queda establecido que En el estudio previo a la construcción de ciclovías en las obras viales existentes o a construirse, deberá analizarse la demanda del tránsito en la zona de influencia, a fin de determinar la necesidad, razonabilidad de su ejecución, la capacidad y la densidad de la vía. Esto es denunciado por ciclistas platenses, quienes afirman que con solo ver un mapa de los carriles que hay en la ciudad se observa cómo están aislados unos de otros, como si se hubiesen construido de manera aleatoria y sin planificación en lugares que sobran y no donde realmente se los necesita [...] Si se desea fomentar el uso de la bicicleta en La Plata hay que brindar carriles exclusivos planificándolos antes de construirlos. Su implementación es urgente en zonas alto tránsito de vehículos motorizados, donde los ciclistas no disponemos de seguridad vial y es necesaria una separación física entre dichos vehículos y las bicicletas. En la misma línea, otra persona considera que los 14 kilómetros de bicisenda que hicieron están desperdigados, no hay criterio. Ponen carriles donde hay lugar, donde sobra un espacio.
También se llama la atención a la Municipalidad de La Plata por incumplir el artículo 40 bis de la ley 25.965, el cual establece que para utilizar bicicletas en el territorio nacional, los mismos deben contar con frenos, espejos retrovisores en ambos lados, timbre o bocina, elementos retrorreflectivos en pedales y ruedas, luces adelante y atrás, y casco para el conductor, lo cual no sucede con los disponibles en los bicicleteros públicos de la ciudad. Ley Nacional de Tránsito También se incumple el artículo 49° inciso d) de esta ley, el cual exige al Municipio que delimite espacios para el estacionamiento o guarda de bicicletas y similares en todos los establecimientos con gran concurrencia de público.
Otra de las normas legales no respetadas por la Municipalidad de La Plata es la Ordenanza 5810 de 1984, en la cual exige en su 3° artículo que el Departamento Ejecutivo Municipal se encargue de Organizar circuitos de circulación en zonas de denso tránsito que asegure la máxima protección a los ciclistas y que permita su acceso a los centros comerciales, administrativos y educacionales de la ciudad.

## Estaciones
Listado de estaciones. Mapa Archivado el 26 de febrero de 2019 en Wayback Machine.
- Plaza Malvinas Argentinas
- Parque Vucetich
- Parque Ecológico Municipal